# إيروين (كارولاينا الشمالية)
إيروين (بالإنجليزية: Erwin, North Carolina)‏ هي بلدة أمريكية تقع في الولايات المتحدة في مقاطعة هارنيت، كارولاينا الشمالية. يقدر عدد سكانها بـ 4,405 نسمة ومساحتها 10.5 كم2 وترتفع عن سطح البحر 57 متر.

## التركيبة السكانية
حدّد مكتب تعداد الولايات المتحدة بيانات التركيبة السكانية لإيروين في تعداد الولايات المتحدة. في ما يلي، التركيبة السكانية حسب تعدادي 2000 و2010.

### تعداد عام 2000
بلغ عدد سكان إيروين 4,537 نسمة بحسب تعداد عام 2000، وبلغ عدد الأسر 1,896 أسرة وعدد العائلات 1,288 عائلة مقيمة في البلدة. في حين سجلت الكثافة السكانية 411.7 نسمة لكل كيلومتر مربع (1,066.3/ميل2). وبلغ عدد الوحدات السكنية 2,032 وحدة بمتوسط كثافة قدره 184.4 لكل كيلومتر مربع (477.6/ميل2).
وتوزع التركيب العرقي للبلدة بنسبة 80.63% من البيض و15.96% من الأمريكيين الأفارقة و0.55% من الأمريكيين الأصليين و0.09% من الأمريكيين ذوي الأصول الآسيوية و1.79% من الأعراق الأخرى و0.99% من عرقين مختلطين أو أكثر و4.14% من الهسبانيون أو اللاتينيون من أي عرق.
بلغ عدد الأسر 1,896 أسرة كانت نسبة 33.3% منها لديها أطفال تحت سن الثامنة عشر تعيش معهم، وبلغت نسبة الأزواج القاطنين مع بعضهم البعض 50.9% من أصل المجموع الكلي للأسر، ونسبة 12.5% من الأسر كان لديها معيلات من الإناث دون وجود شريك،  بينما كانت نسبة 4.5% من الأسر لديها معيلون من الذكور دون وجود شريكة وكانت نسبة 32.1% من غير العائلات. تألفت نسبة 28.3% من أصل جميع الأسر من عدة أفراد يعيشون في نفس المنزل ونسبة 14.9% كانت تتألف من شخص يعيش بمفرده يبلغ من العمر 65 عاماً أو أكثر. وبلغ متوسط حجم الأسرة المعيشية 2.38، أما متوسط حجم العائلات فبلغ 2.90.
بلغ العمر الوسطي للسكان 39.2 عاماً. وكانت نسبة 23.6% من القاطنين تحت سن الثامنة عشر، وكانت نسبة 6.9% بين الثامنة عشر والرابعة والعشرين عاماً، ونسبة 27.9% كانت واقعةً في الفئة العمرية ما بين الخامسة والعشرين والرابعة والأربعين عاماً، ونسبة 23.4% كانت ما بين الخامسة والأربعين والرابعة والستين، ونسبة 17.9% كانت ضمن فئة الخامسة والستين عاماً فما فوق. يوجد لكل 100 أنثى 91.1 ذكر، ويوجد لكل 100 أنثى في الثامنة عشر من عمرها فما فوق 89.3 ذكر.
بلغ متوسط دخل الأسرة في البلدة 29,521 دولارًا، أما متوسط دخل العائلة فبلغ 41,270 دولارًا. وكان متوسط دخل الذكور 29,610 دولارًا مقابل 22,650 دولارًا للإناث. وسجل دخل الفرد الخاص بالبلدة 18,282 دولارًا. وكانت نسبة 16.4% من العائلات ونسبة 20.7% من السكان تحت خط الفقر، وكان من هؤلاء نسبة 22.2% تحت سن الثامنة عشر ونسبة 31.3% في الخامسة والستين من العمر وما فوق.

### تعداد عام 2010
بلغ عدد سكان إيروين 4,405 نسمة بحسب تعداد عام 2010، وبلغ عدد الأسر 1,811 أسرة وعدد العائلات 1,214 عائلة مقيمة في البلدة. في حين سجلت الكثافة السكانية 399.7 نسمة لكل كيلومتر مربع (1,035.2/ميل2). وبلغ عدد الوحدات السكنية 2,015 وحدة بمتوسط كثافة قدره 182.8 لكل كيلومتر مربع (473.4/ميل2).
وتوزع التركيب العرقي للبلدة بنسبة 74.01% من البيض و17.34% من الأمريكيين الأفارقة و0.89% من الأمريكيين الأصليين و0.30% من الأمريكيين ذوي الأصول الآسيوية و0.02% من سكان جزر المحيط الهادئ و4.88% من الأعراق الأخرى و2.57% من عرقين مختلطين أو أكثر و7.36% من الهسبانيون أو اللاتينيون من أي عرق.
بلغ عدد الأسر 1,811 أسرة كانت نسبة 32.5% منها لديها أطفال تحت سن الثامنة عشر تعيش معهم، وبلغت نسبة الأزواج القاطنين مع بعضهم البعض 47.5% من أصل المجموع الكلي للأسر، ونسبة 15.1% من الأسر كان لديها معيلات من الإناث دون وجود شريك،  بينما كانت نسبة 4.5% من الأسر لديها معيلون من الذكور دون وجود شريكة وكانت نسبة 33% من غير العائلات. تألفت نسبة 28.2% من أصل جميع الأسر من عدة أفراد يعيشون في نفس المنزل ونسبة 15.2% كانت تتألف من شخص يعيش بمفرده يبلغ من العمر 65 عاماً أو أكثر. وبلغ متوسط حجم الأسرة المعيشية 2.43، أما متوسط حجم العائلات فبلغ 2.97.
بلغ العمر الوسطي للسكان 40.1 عاماً. وكانت نسبة 23.5% من القاطنين تحت سن الثامنة عشر، وكانت نسبة 7.8% بين الثامنة عشر والرابعة والعشرين عاماً، ونسبة 24.9% كانت واقعةً في الفئة العمرية ما بين الخامسة والعشرين والرابعة والأربعين عاماً، ونسبة 26.2% كانت ما بين الخامسة والأربعين والرابعة والستين، ونسبة 17.5% كانت ضمن فئة الخامسة والستين عاماً فما فوق. وتوزع التركيب الجنسي للسكان بنسبة 47.3% ذكور و52.7% إناث.

## أعلام
- توني جونسون
- أل ودال